# Ville-en-Tardenois
Ville-en-Tardenois is een gemeente in het Franse departement Marne (regio Grand Est) en telt 547 inwoners (2004). De plaats maakt deel uit van het arrondissement Reims.

## Geografie
De oppervlakte van Ville-en-Tardenois bedraagt 11,3 km², de bevolkingsdichtheid is 48,4 inwoners per km².
De onderstaande kaart toont de ligging van Ville-en-Tardenois met de belangrijkste infrastructuur en aangrenzende gemeenten.

## Demografie
Onderstaande figuur toont het verloop van het inwonertal (bron: INSEE-tellingen).